# Lee Ranaldo
Lee Ranaldo (3. veljače 1956.), američki je gitarist i kantautor. Najveću je slavu stekao kao gitarist rock grupe Sonic Youth i Text of Light. Ostvario je i aktivnu solo karijeru u kojoj je izdao 12 albuma kako samostalno.

## Diskografija
- From Here to Infinity (1987)
- A Perfect Day EP (1992)
- Scriptures of the Golden Eternity (1993)
- Broken Circle / Spiral Hill EP (1994)
- East Jesus (1995)
- Clouds (1997)
- Dirty Windows (1999)
- Amarillo Ramp (For Robert Smithson) (2000)
- Outside My Window The City Is Never Silent — A Bestiary (2002)
- Text Of Light (2004)
- Maelstrom From Drift (2008)
- Countless Centuries Fled Into The Distance Like So Many Storms EP (2008)

## vidi
- Ciccone Youth

### Pisani izvori
- bio Allmusic

## Vanjske poveznice
- http://www.sonicyouth.com/symu/lee/